# Кайсаровы
Кайса́ровы (Койсаровы) — русские дворянские роды.

## Происхождение и история рода
Григорий Кайсаров выехал около середины XV века из Золотой орды в Москву. Иван Андреевич Кайсаров, стряпчий, убит под Смоленском в 1655 году.
С пресечением рода Кайсаровых в мужском поколении Высочайше утверждёным мнением Государственного Совета от 13 октября 1860 года в звании камергера действительного статского советника барону Густаву-Арману дю Буа де Роман (Gustave Armand du Bois de Romand) было дозволено присоединить к своей фамилии и гербу фамилию и герб жены своей, урождённой Кайсаровой, и именоваться впредь, потомственно, бароном Дю-Буа-де-Роман-Кайсаровым. Диплом на соединённый герб был выдан 2 апреля 1865 года и внесён в сборник дипломных гербов. т.2, N 77.
Ещё три рода Кайсаровых восходят к началу XVII века и внесены в VI часть родословной книги Ярославской губернии и II часть родословной книги Владимирской и Ярославской губерний. Род, внесенный в  VI часть родословной книги Ярославской губернии, ведет свое начало от Михаила Федоровича Кайсарова, известного воеводы XVII века.

## Описание герба
На лазуревом поле обращённый вниз серебряный ключ, положенный на скрещённые обращённые вверх серебряные же меч и стрелу.
Шлем с дворянской короной без нашлемника. Намёт лазуревый, подбой серебряный. Щитодержатели — два обращённых назад натурального цвета льва. Герб рода Кайсаровых внесён в Часть 7 Общего гербовника дворянских родов Всероссийской империи, стр. 74.

## Известные представители
- Кайсаровы: Иван Матвеевич, Иван, Воин и Василий Андреевичи — Юрьева-Польского городовые дворяне (1627—1629).
- Кайсаровы: Лаврентий Второй и Лаврентий Петрович — суздальские городовые дворяне (1627—1629).
- Кайсаров Михаил Федорович — воевода в Таре (1627—1628).
- Кайсаров Иван Михайлович — воевода в Волоке-Ламском (1647—1649).
- Кайсаров Григорий Борисович — суздальский городовой дворянин (1627—1629), воевода в Шуе (1662).
- Кайсаров Иванис Михайлович — воевода в Вятке (1663).
- Кайсаров Борис Константинович — воевода в Яренске (1671)[1].
- Кайсаровы: Агей Максимович, Иван Иванисов, Иван Иванов, Михаил Андреевич, Михаил Федорович, Яков Борисович — стольники (1688—1692).
- Кайсаровы: Борис Константинович, Василий Андреевич, Василий и Максим Григорьевичи, Гаврила Борисович, Иван Агеев (полуполковник), Иван Михайлович, Михаил Федорович, Степан Константинович, Федор Лаврентьевич — московские дворяне (1627—1692).
- Кайсаров Иванис Михайлович — походный московский дворянин царицы Натальи Кирилловны (1676—1677)[2].
- Сергей Андреевич Кайсаров (ум. 1783) — секунд-майор лейб-гвардии Измайловского полка, владел имениями в трёх губерниях. Его сыновья:
  - Кайсаров Андрей Сергеевич (1782—1813) — известный литератор;
  - Кайсаров Михаил (1780—1825) — управлял департаментом торговли и мануфактур,
  - Кайсаров Пётр (1777—1854) — сенатор,
  - Кайсаров Паисий (1783—1844) — генерал-майор от инфантерии, кавалер ордена Святого Георгия 3-й степени (1813).
- Кайсаров — майор Московского ополчения, погиб в битве при Герлице и Вильгельмсбурге (1813), его имя занесено на стене храма Христа Спасителя[3].